# Villiers-sur-Chizé
Villiers-sur-Chizé é uma comuna francesa na região administrativa da Nova Aquitânia, no departamento de Deux-Sèvres. Estende-se por uma área de 11,37 km². Em 2010 a comuna tinha 164 habitantes (densidade: 14,4 hab./km²).